# 14 Гончих Псов
14 Гончих Псов (лат. 14 Canum Venaticorum), HD 113797 — двойная звезда в созвездии Гончих Псов на расстоянии приблизительно 332 световых лет (около 102 парсек) от Солнца. Визуальная звёздная величина звезды — +5,19m. Возраст звезды определён как около 701 млн лет.

## Характеристики
Первый компонент — бело-голубая звезда спектрального класса B9V, или B9. Масса — около 3,732 солнечной, радиус — около 3,268 солнечного, светимость — около 91,93 солнечной. Эффективная температура — около 9665 K.
Второй компонент — коричневый карлик. Масса — около 40,95 юпитерианской. Удалён в среднем на 2,32 а.е..